# Bijelo Polje (Kakanj)
Bijelo Polje es un pueblo ubicado en la municipalidad de Kakanj, en el cantón de Zenica-Doboj, Bosnia y Herzegovina.

## Superficie
Posee una superficie de 1,84 kilómetros cuadrados.

## Demografía
Hasta 2013 la población era de 92 habitantes, con una densidad de población de 50 habitantes por kilómetro cuadrado.